# 杨桓 (十六国)
杨桓（?—?），弘农郡（今陕西省华阴市）人。
杨桓初仕后凉吕光，任散骑常侍。397年，杨桓从弟杨统举兵推举杨桓，杨桓自称甘愿做春秋时忠君而死的弘演。其女嫁吕纂，400年，吕纂即位，立杨氏为皇后，任命杨桓为尚书左仆射、凉都尹，封金城侯。401年，吕纂为吕超所杀，吕超的哥哥吕隆即位。吕超见杨氏貌美想娶她为妻，警告右仆射杨桓：“杨皇后如若自杀，灾祸降及你的宗族！”杨桓告诉了她女儿，杨皇后说：“父亲大人将女儿卖给氐族以图富贵，一次就够了，还要卖第二次吗？”于是自杀。杨桓投奔南凉君王秃发利鹿孤，为左司马。后秦姚兴听说杨桓有德望，征入后秦，秃发利鹿孤不敢留杨桓，与他泪别，杨桓至後秦任显职。在後秦去世。